# Nieves Lobón
María de las Nieves Lobón Herrero (Valladolid, 13 marzo 1970) è un'ex cestista spagnola.

## Carriera
Con la Spagna ha disputato i Campionati mondiali del 1994.